# Альцате-Бріанца
Альцате-Бріанца (італ. Alzate Brianza) — муніципалітет в Італії, у регіоні Ломбардія, провінція Комо.
Альцате-Бріанца розташоване на відстані близько 510 км на північний захід від Рима, 34 км на північ від Мілана, 10 км на південний схід від Комо.
Населення — 5046 осіб (2014).
Щорічний фестиваль відбувається 29 червня. Покровитель — Петро (апостол).

## Демографія
Населення за роками:

Станом на 1 січня 2023 року в муніципалітеті офіційно проживало 158 іноземців з 36 країн, серед них 35 громадян країн Євросоюзу та 3 громадяни України.

## Сусідні муніципалітети
- Анцано-дель-Парко
- Бренна
- Канту
- Інвериго
- Лураго-д'Ерба
- Орсеніго